# Hôtel de ville de Sartène
Cet hôtel de ville est un monument historique situé à Sartène, dans le département français de Corse-du-Sud.

## Historique
L'édifice fait l'objet d'une inscription au titre des monuments historiques par arrêté du 8 mars 1991.